# Jaskinia Skośna
Jaskinia Skośna – jaskinia w Dolinie Lejowej w Tatrach Zachodnich. Wejście do niej znajduje się w grani wiodącej od Kominiarskiego Wierchu ku Raptawickiej Turni, około 400 metrów od szczytu Kominiarskiego Wierchu, obok Szczeliny w Grani I, powyżej jaskini Suchy Biwak, w pobliżu Schronu nad Lejową i Szczeliny ze Śniegiem, na wysokości 1764 metry n.p.m. Długość jaskini wynosi 28 metrów, a jej deniwelacja 5,5 metrów.

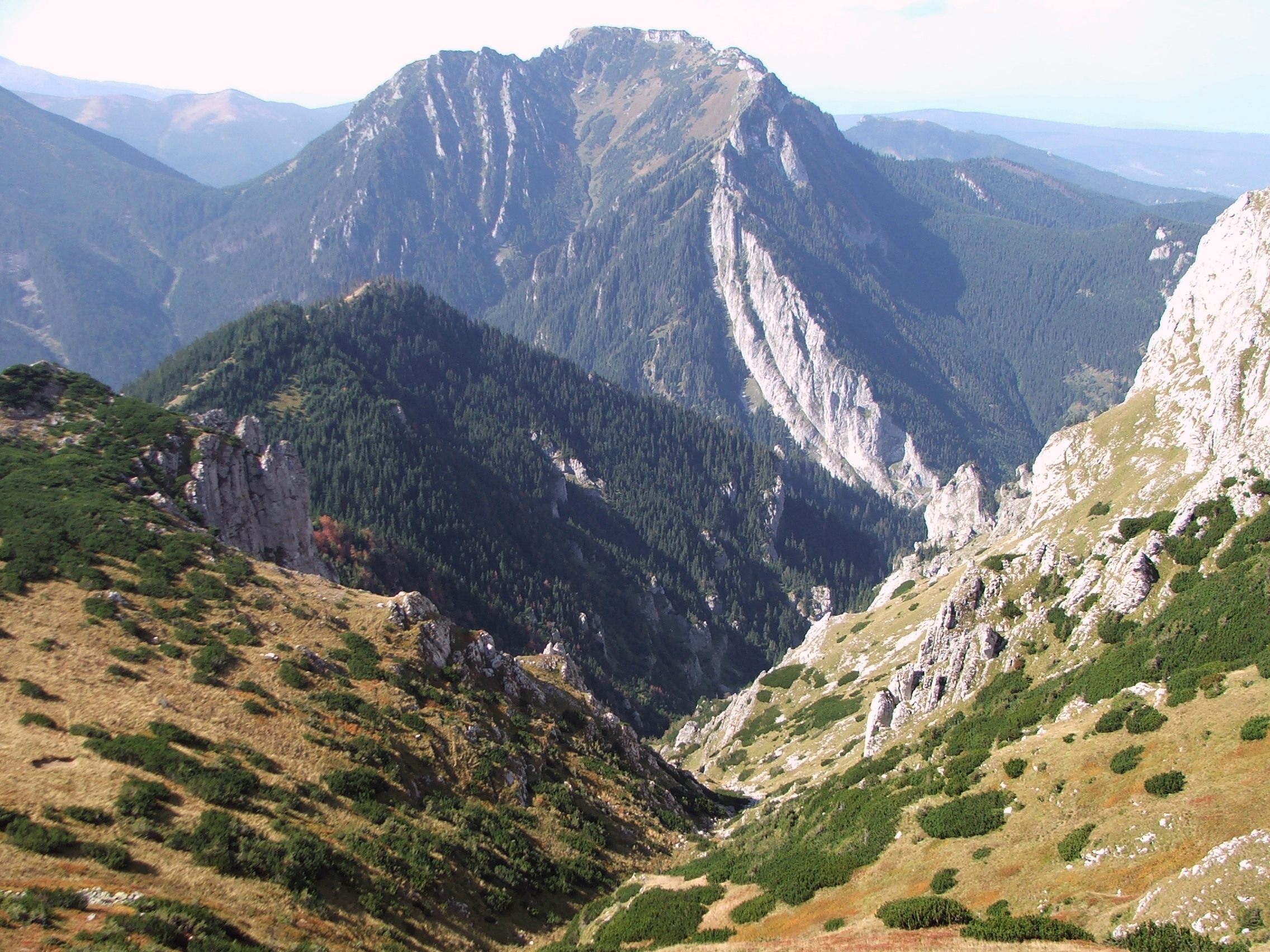
Kominiarski Wierch od strony Raptawickiej Grani

## Opis jaskini
Jest to jaskinia tektoniczna, której ciągi są szczelinami, rozwinięta w dwóch poziomach. Otwór wejściowy eksponowany ku wschodowi, podłużny, również rozwinięty na tektonicznej szczelinie w kierunku wschód-zachód, stromo nachylonej na południe. W jej połowie przez przejście między głazami można dostać się dolnego odgałęzienia, będącego także szczeliną. Idąc w dół, po około 5 metrach, dociera się na jej dno. Stąd przez zacisk dostać się można do najniższej części jaskini, którą tworzą dwie szczeliny dochodzące do siebie pod kątem prostym. Kończą się one zwężeniami nie do przejścia. W dnie rumosz skalny. Jaskinia niebezpieczna ze względu na zaklinowane w stropie bloki.

## Przyroda
Nacieki ani roślinność w jaskini nie występują. Ściany są mokre.

## Historia odkryć
Jaskinię odkryli jesienią 1965 roku grotołazi z AKT Poznań.